# Tomás Becket
Thomas Becket (/ˈbɛkɪt/) (Londres, 21 de diciembre de 1118-Canterbury, 29 de diciembre de 1170), conocido también como Tomás Becket, Tomás de Canterbury, Tomás de Cantorbery, Tomás Canturiense o Tomás de Londres, fue un noble, político y religioso católico inglés, arzobispo de Canterbury entre 1162 y 1170, y lord canciller del Reino de Inglaterra.
Fue asesinado tras entrar en conflicto con Enrique II por la defensa de los intereses de la Iglesia católica inglesa, por lo que es considerado mártir y venerado como santo por las iglesias católica y anglicana, siendo conmemorado el 29 de diciembre. Es representado con una espada, símbolo de la forma en que murió, o con elementos de un obispo católico.

## Biografía

### Primeros años y familia
Tomás nació en Londres, el 21 de diciembre de 1118, en el seno de una familia burguesa originaria de Caen en Normandía, bajo el reinado del normando Enrique I de Inglaterra. Era hijo de Gilberto Becket y su esposa  Matilda.

### Estudios
Gilberto era amigo, entre otros, del acaudalado noble Richer de L'Aigle -posteriormente firmante de la Constitución de Clarendon contra Tomás-, que se sentía atraído por las hermanas de Tomás, y fue quien le enseñó al niño normas de cortesía y buenas maneras, a montar a caballo y a cazar. Gracias a ello, Tomás participó en justas y torneos. 
A los diez años, Tomás realizó sus primeros estudios de leyes civiles y canónicas en la abadía de los monjes de Merton, en Surrey. También estudió teología en París y Bolonia. 

### Carrera política y religiosa
De regreso a Inglaterra, se puso a las órdenes del arzobispo de Canterbury, Teobaldo, que impresionado por su capacidad y sagacidad, y por su educación, le encargó varias misiones en Roma.
En 1154 fue nombrado arcediano de Canterbury y preboste de Beverley y, al año siguiente, canciller del reino.

#### Controversia con la corona
Enrique II de Inglaterra, como todos los reyes normandos, quería ser el soberano absoluto, tanto de su reino como de la Iglesia, basándose en las costumbres ancestrales de sus antepasados; quería eliminar los privilegios adquiridos por el clero inglés, que consideraba disminuían su autoridad. 
Becket le pareció la persona idónea para defender sus intereses; el joven canciller se convirtió no solo en un fiel servidor de Enrique II, sino también en un excelente compañero de caza y diversiones, manteniendo, no obstante, con mucha diplomacia, su renuncia a las pretensiones del rey. Nadie dudaba, excepto quizá Juan de Salisbury, de la total entrega y fidelidad de Becket a la causa real. El rey envió a su hijo Enrique a vivir en la casa de Becket, tal y como se acostumbraba a hacer con los niños de la nobleza. Más tarde, esta sería una de las razones por las cuales Enrique se enfrentaría a su padre, al estar afectivamente ligado a su tutor Becket.
El arzobispo Teobaldo falleció el 18 de abril de 1161 y el capítulo acogió con cierta indignación el hecho de que el rey les impusiera a Tomás como sucesor en la sede arzobispal de Canterbury, cuando el previsto era Gilbert Foliot. La elección tuvo lugar en mayo y Becket fue consagrado el 3 de junio de 1163. A Foliot se le dio en compensación el obispado de Londres.

## Arzobispado

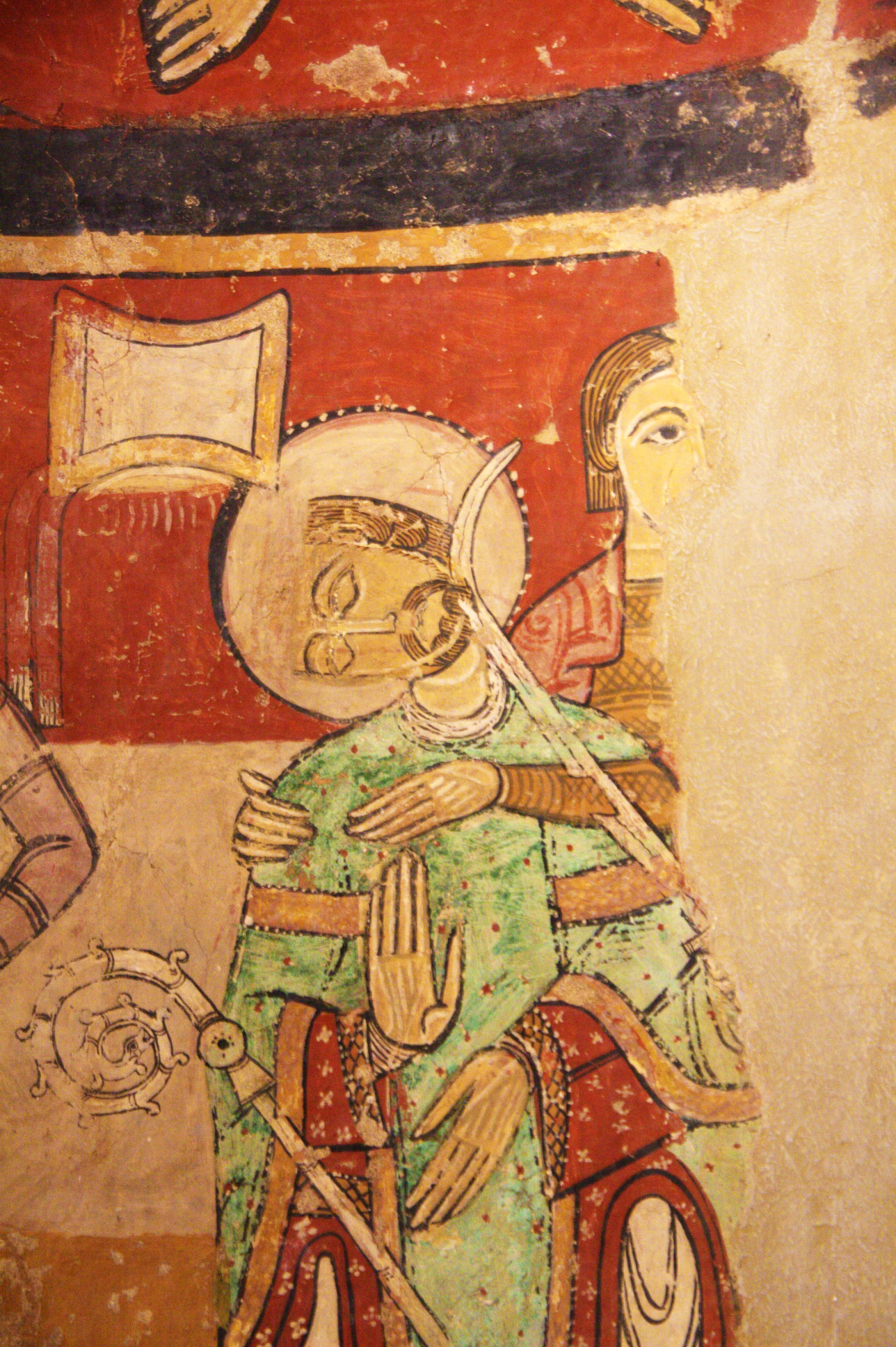
Martirio de Santo Tomás, fresco románico de la iglesia de Santa María de Tarrasa

Desde el momento en que fue consagrado, una transformación radical se operó en el nuevo primado ante la estupefacción general de todo el reino. El cortesano alegre y amante de los placeres dio paso a un prelado austero y piadoso con ropas de monje agustino y dispuesto a sostener hasta la muerte la causa de la jerarquía eclesiástica. Repartió entre los pobres sus riquezas, acogía en su propia casa a los necesitados, lavaba los pies a los pobres a diario e incluso lloraba al celebrar la Misa. El rey empezó a darse cuenta de su error y a apoyarse cada vez más en el obispo de Londres, Gilbert Foliot, que resultó ser el verdadero partidario de la autonomía de la Iglesia de Inglaterra y no Thomas Becket.
Ante el cisma que dividía a la Iglesia, Becket se inclinó a favor del papa Alejandro III que sustentaba los mismos principios jerárquicos, y recibió el palium o estola de Alejandro en el concilio de Tours.
De regreso a Inglaterra, Becket empezó a poner en práctica el proyecto que había preparado: liberar a la Iglesia de Inglaterra de las limitaciones que él mismo había consentido aplicar. Su objetivo era doble: abolición completa de toda jurisdicción civil sobre la Iglesia, con el control no compartido por el clero, libertad de elección de sus prelados y la adquisición y seguridad de la propiedad como un fondo independiente.
El rey comprendió rápidamente el resultado inevitable que esta actitud del arzobispo comportaba y convocó al clero en Westminster el 11 de octubre de 1163, exigiendo la derogación de todas las demandas de excepción jurídica civil y reconociendo la igualdad de todos los individuos ante la ley. La alta prelatura se hallaba dispuesta a admitir las peticiones del rey, a lo que se negó firmemente el arzobispo. Enrique no estaba dispuesto a mantener una disputa abierta y propuso un acuerdo apelando a las costumbres del pasado. Tomás aceptó este acuerdo, aunque con ciertas reservas respecto a la salvaguarda de los derechos de la Iglesia; no hubo consenso y la cuestión quedó sin resolver. Enrique II, insatisfecho, abandonó Londres.

### Las constituciones de Clarendon
El rey convocó otra asamblea en Clarendon el 30 de enero de 1164 en la que presentó sus demandas expuestas en dieciséis puntos. Sus peticiones implicaban el abandono de la independencia del clero y de su dependencia de Roma. Aparentemente obtuvo la aprobación del clero, pero no la de su primado.
Becket trató de llegar a un acuerdo mediante la discusión de los puntos expuestos por el rey, pero ante la obstinación del mismo, se negó a firmar el tratado. Esto significó la guerra abierta entre los dos poderes en cuestión. Enrique trató de deshacerse de Becket por la vía judicial y lo convocó ante el gran consejo de Northampton el 8 de octubre de 1164, para responder a la acusación que se le hacía: oposición a la autoridad real y abuso de su cargo de canciller.

### Becket deja Inglaterra

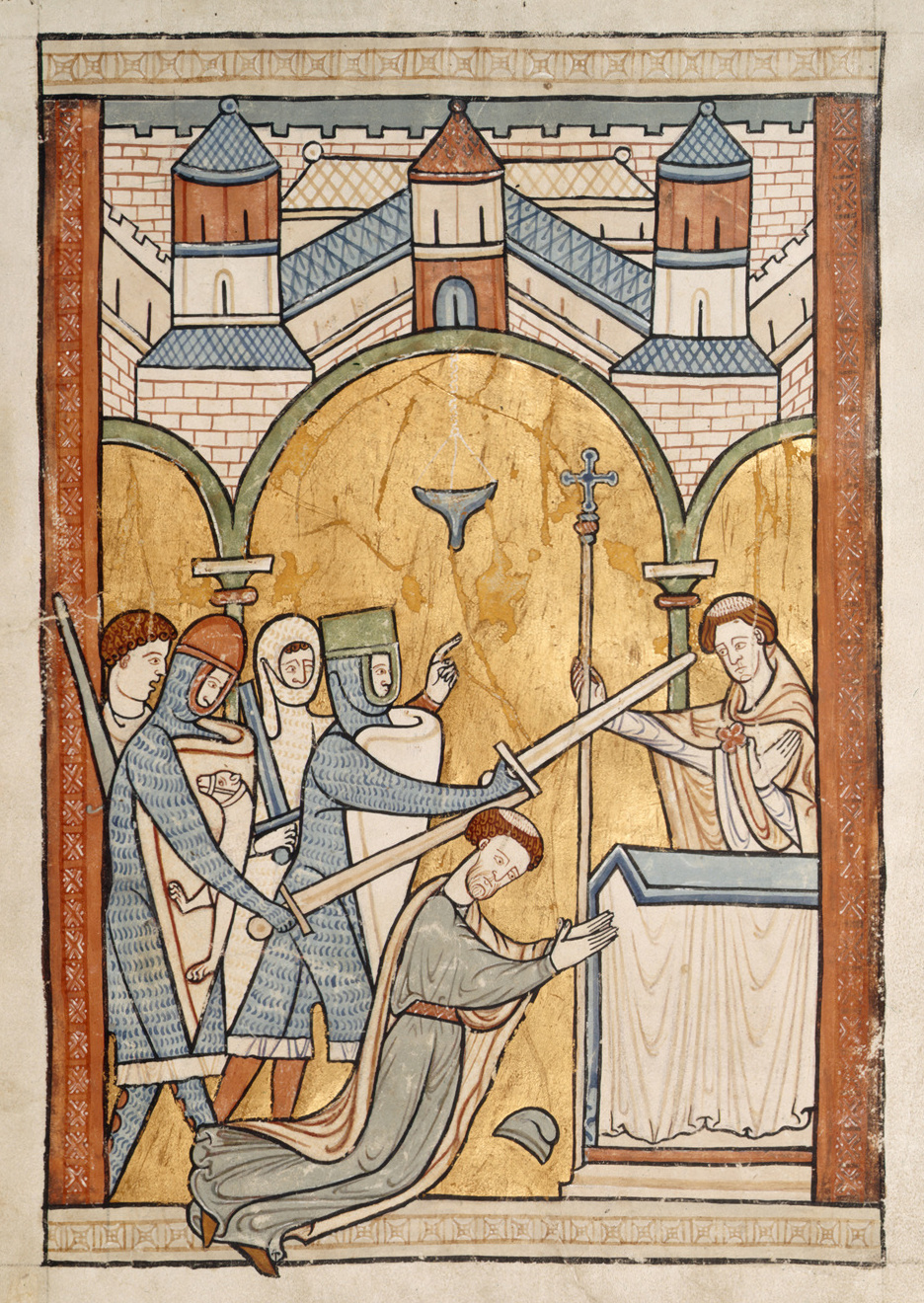
Miniatura del que muestra el asesinato o martirio de Becket

Becket negó el derecho de la asamblea para juzgarlo y recurrió al papa; pero, dándose cuenta del peligro que corría, se exilió voluntariamente el 2 de noviembre, refugiándose en Francia. Se dirigió a Sens donde se encontró con el papa Alejandro III, quien recibió asimismo a unos enviados del rey que solicitaban, en su nombre, que tomase medidas contra Becket y enviase un legado a Inglaterra con autoridad plenaria para resolver el problema. Alejandro III se negó a tales pretensiones y prestó su apoyo a Becket.
Enrique persiguió al arzobispo fugitivo, dictando una serie de decretos contra Becket aplicables a todos sus amigos y partidarios; pero Luis VII de Francia lo acogió y le ofreció su protección. Becket permaneció dos años en la abadía cisterciense de Pontigny, hasta que las amenazas de Enrique lo obligaron a regresar a Sens.
Becket, en plena posesión de sus prerrogativas, quería que su posición fuera mantenida por medio de la excomunión y la prohibición, pero aunque Alejandro III simpatizaba con las ideas de Becket, prefería contemporizar y atemperar para lograr sus propósitos. Las diferencias entre el papa y el arzobispo se hicieron patentes y empeoraron cuando, en 1167, unos legados fueron enviados a Inglaterra con autoridad para arbitrar en la cuestión. Obviando esta limitación sobre su jurisdicción y persistiendo en sus principios, Becket pactó con los legados y se sometió a las condiciones del rey a cambio de que este respetase los derechos de su orden.
Su firmeza pareció recompensada cuando, en 1170, el papa estuvo a punto de cumplir sus amenazas de excomulgar al rey. Enrique, inquieto ante esta eventualidad, trató de llegar a un acuerdo que permitiese el regreso de Tomás a Inglaterra y dejarlo continuar con su ministerio.
Ambas partes siguieron irreconciliables y Enrique, apoyado por sus partidarios, se negó a devolver las propiedades eclesiásticas que había invadido. Tomás preparó la sanción contra todos aquellos que habían privado a la Iglesia de sus bienes y contra los obispos que la habían secundado. Tomás ya había sido enviado a Inglaterra para su promulgación, desembarcó en Sandwich el 3 de diciembre de 1170 y, dos días después, entró en Canterbury.

### Asesinato

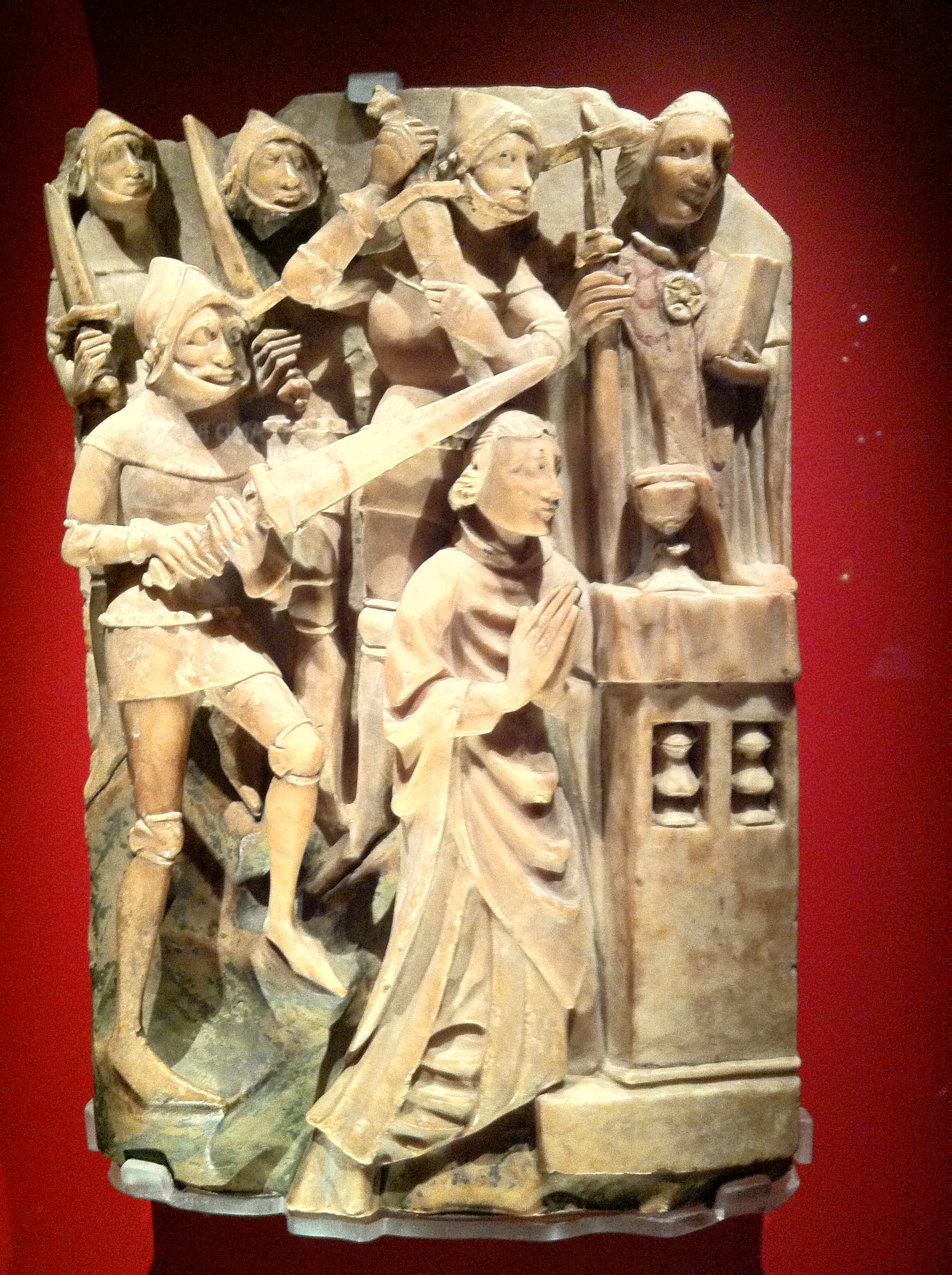
Martirio de Thomas Becket, asesinado por cuatro caballeros a petición del rey Enrique II de Inglaterra. Fragmento preservado en el Museo Británico.

La tensión existente entre ambas partes imposibilitaba una salida satisfactoria y la catástrofe se veía venir. Dos frases del rey, exasperado, —«¿no habrá nadie capaz de librarme de este cura turbulento?» y «es conveniente que Becket desaparezca»— (es posible que las frases fueran apócrifas; según la tradición fueron dichas en un ataque de ira), fueron interpretadas como una orden para cuatro caballeros anglonormandos, Reginald Fitzurse, Hugo de Morville, William de Tracy y Richard Brito quienes, de inmediato, proyectaron el asesinato del arzobispo, que llevaron a cabo el martes 29 de diciembre de 1170 en el atrio de la Catedral de Canterbury mientras asistía a vísperas con la comunidad monástica. Becket fue rodeado y los cuatro caballeros le asestaron varios tajos en la cabeza con sus espadas. Las crónicas de la época recogen que el arzobispo no opuso resistencia y que antes de ser rematado pronunció la siguiente frase: «Muero gustoso por el nombre de Jesús y en defensa de la Iglesia católica».
El asesinato de Becket conmocionó a toda la cristiandad. Fue reverenciado por los fieles de toda Europa, que lo consideraron un mártir. Fue canonizado por el papa Alejandro III apenas tres años después, en 1173. El 12 de julio de 1174, Enrique II tuvo que hacer penitencia públicamente ante la tumba de su enemigo, que se convirtió en uno de los lugares de peregrinaje más populares de Inglaterra, hasta que fue destruida durante la disolución de los monasterios (1538 a 1541). En 1220, los restos de Becket fueron trasladados desde su primera tumba, donde habían sido sepultados gracias a los esfuerzos de su sucesor, Ricardo de Dover, a un relicario en la recién terminada capilla de la Trinidad. El suelo sobre el que descansaba ese relicario es aún señalado con una vela encendida. Hoy día, los arzobispos celebran la Misa en este lugar para conmemorar el martirio de Becket y el traslado de su cuerpo a ese emplazamiento.

## Legado

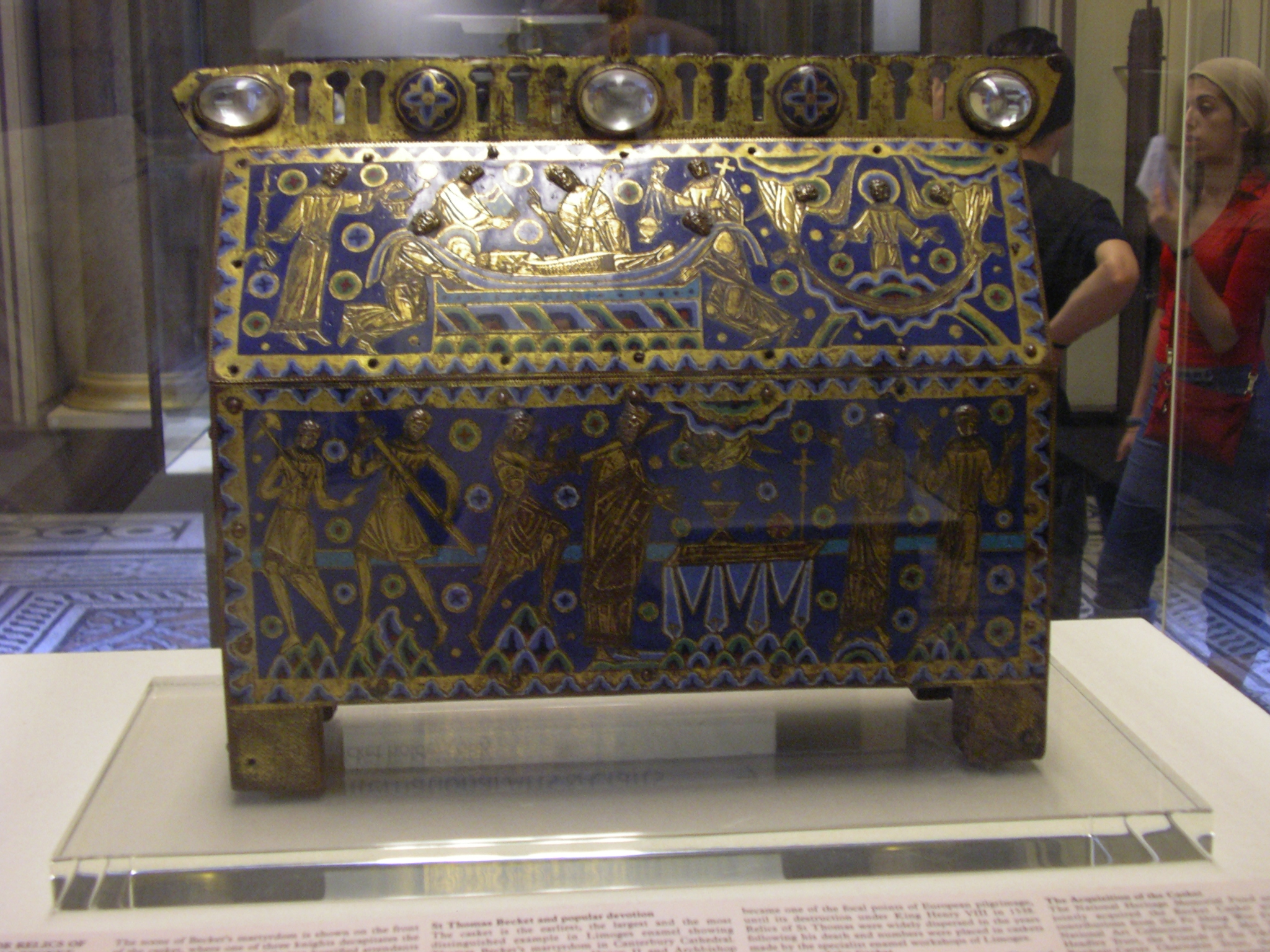
Relicario de Becket en el museo de Victoria y Alberto (Londres)

### Repercusiones en España

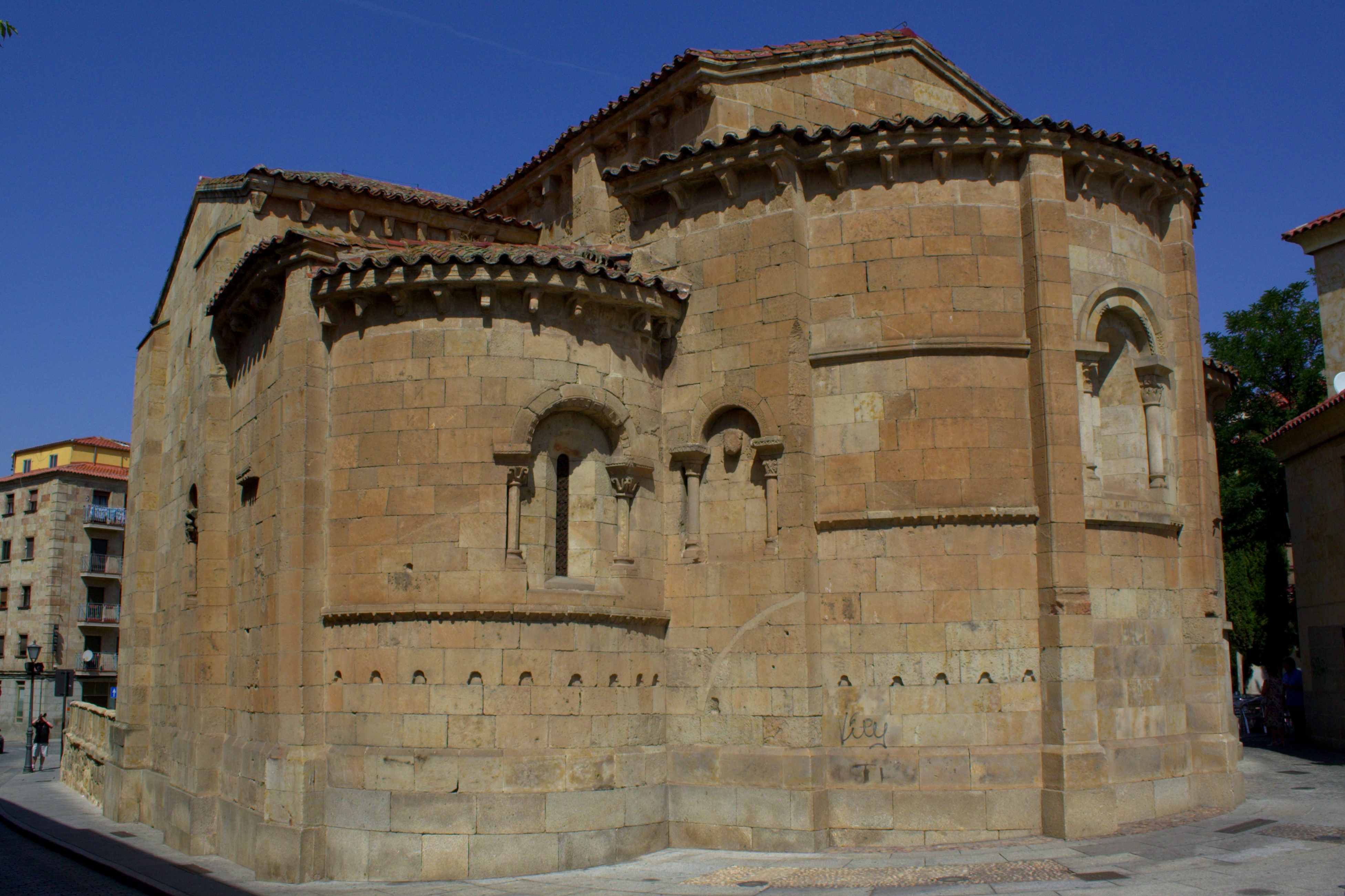
Ábside de la Iglesia de Santo Tomás Cantuariense en Salamanca

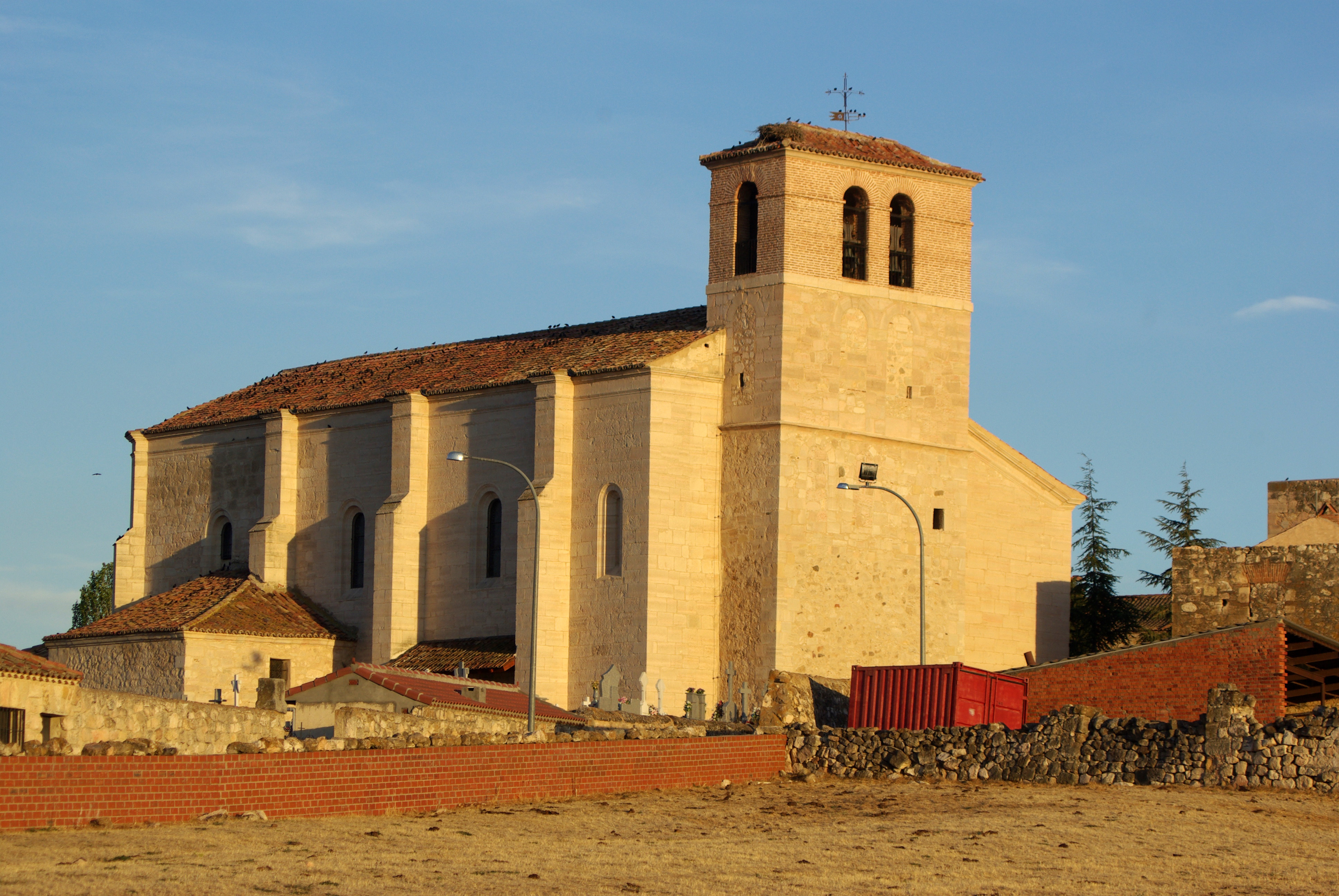
Iglesia en Vegas de Matute

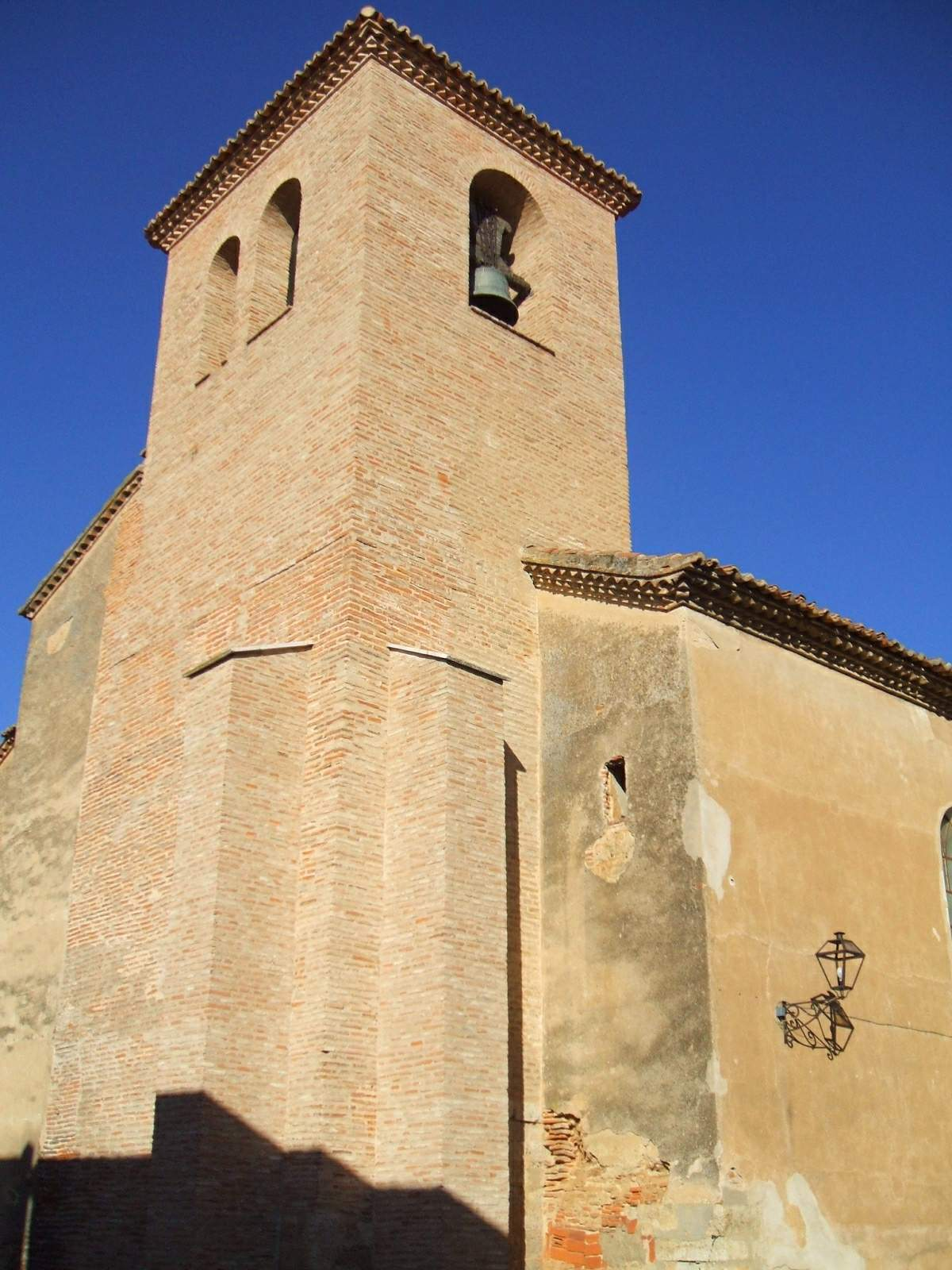
Iglesia en Toro

Este hecho histórico enlaza casualmente con varios puntos de España. Alfonso VIII, rey de Castilla, se casó en 1170 con Leonor, hija de Enrique II de Inglaterra, y le dio en arras a su esposa, entre otras ciudades y castillos que tenía en propiedad, la ciudad de Soria. Leonor de Plantagenet quiso homenajear al antiguo amigo de su padre pidiendo que quedase plasmado en la iglesia de San Nicolás de Soria el asesinato llevado a cabo en el atrio de la catedral de Canterbury. Así se hizo, y en las paredes de una de las capillas de esta iglesia, hoy en ruinas, se conserva entre sus frescos la representación de la muerte de Tomás Becket.
Apenas a los cinco años de su muerte y dos de su canonización existía ya una iglesia en Salamanca dedicada al culto de Tomás Becket.
Otra capilla dedicada a Tomás Becket se encuentra en Tarrasa (Barcelona), en la iglesia de Santa María del conjunto episcopal de Egara, con un magnífico fresco realizado sobre 1180.
La iglesia parroquial de Vegas de Matute, población de Segovia, está también dedicada a Tomás de Canterbury, patrón del pueblo.
En el municipio de Layana en las Cinco Villas, el santo patrón es Tomás de Canterbury.
En la pequeña localidad zaragozana de Anento es uno de los santos titulares en uno de los mejores retablos góticos conservados (segundo cuarto del siglo XV) de Blasco de Grañén, por sus dimensiones espectaculares, estar íntegro y en perfecto estado de conservación.
En Caldas de Reyes, provincia de Pontevedra, municipio por el que el santo pasó en 1170, se construyó a finales del siglo XIX una iglesia de estilo ecléctico, proyectada por el arquitecto Domingo Rodríguez Sesmero en su honor. Posiblemente sustituyese a una iglesia de menor tamaño también dedicada a Santo Tomás.
En Dosbarrios, Toledo, se encuentra la iglesia de Sto. Tomás Cantuariense, edificio religioso de culto católico. Edificado en el siglo XIII con arquitectura típica del Renacimiento por su estructura fuerte y arcos de medio punto. También presenta detalles de la arquitectura herreriana. 
Igualmente en Avilés, Asturias, existen dos iglesias dedicadas a Tomás Becket en el mismo barrio de pescadores: una medieval, la iglesia vieja de Sabugo y otra de comienzos del siglo XX, la iglesia nueva de Sabugo, conocida como la catedral de Avilés.
En Colombia, en el municipio de Buenavista (Sucre), su parroquia principal está dedicada a este ilustre y conocido santo.

### Repercusiones y  referencias culturales
Las leyendas locales relacionadas con Becket surgieron en Inglaterra tras su canonización. Aunque son típicas las historias hagiográficas que muestran también su forma de ser y vivir.
El pozo de Becket en Otford, condado de Kent, se dice que fue creado después de que Becket mostrara su desagrado por el sabor del agua de la ciudad. Asimismo se dice que surgieron dos manantiales de cristalinas aguas cuando golpeó el suelo con su báculo. La supuesta ausencia de ruiseñores en Otford también se atribuía a Becket quien, al ser molestado en sus rezos por el canto de un ruiseñor, habría ordenado que nunca volviera a cantar ninguno en la ciudad.
Según otra leyenda, los habitantes de la ciudad de Strood, también parte de Kent en aquella época, y sus descendientes, habrían nacido con cola por culpa de Becket, ya que los hombres de la ciudad habían apoyado al rey en sus luchas contra el arzobispo y, para demostrar ese apoyo, habrían cortado la cola del caballo de Becket a su paso por la ciudad.
Los Cuentos de Canterbury, de Geoffrey Chaucer, comienzan con un grupo de peregrinos que se dirigen, para ver el relicario del santo, a la catedral de Canterbury.
Las obras literarias modernas basadas en la historia de Tomás Becket incluyen las piezas Asesinato en la catedral, de T.S. Eliot, y Becket o el honor de Dios, de Jean Anouilh. Esta última fue adaptada al cine en Becket, dirigida en 1964 por Peter Glenville, con Richard Burton y Peter O'Toole en los papeles protagonistas. En el siglo XIX Conrad Ferdinand Meyer escribió la novela Der Heilige (El santo) basada en Tomás Becket. En el siglo XX, la novela Los pilares de la tierra, de Ken Follett, es un relato ficticio sobre las luchas de la Iglesia y la aristocracia que culmina en el martirio de Becket a manos de los hombres del rey Enrique.